# Donato
Donato är en ort och kommun i provinsen Biella i regionen Piemonte i Italien. Kommunen hade 720 invånare (2018).